# كارل أوتو لينز
كارل أوتو لينز (بالألمانية: Carl Otto Lenz)‏ هو محامي وسياسي ألماني، ولد في 5 يونيو 1930 في ألمانيا. حزبياً، نشط في الاتحاد الديمقراطي المسيحي. انتخب عضو في البوندستاغ الألماني خلال فترته النيابية ‏ (19 أكتوبر 1965 – 19 أكتوبر 1969).

## روابط خارجية
- كارل أوتو لينز على موقع مونزينجر (الألمانية)